# Šárka Rezková
Šárka Rezková (* 16. března 1969 Mariánské Lázně) je česká zpěvačka, představitelka tzv. americké country. V letech 1989 až 1996 byla sólovou zpěvačkou skupiny Newyjou Jiřího Hoška. V roce 1997 se osamostatnila a vydala se na svou vlastní sólovou dráhu. Její nejznámější písní je Borůvková. Duety nazpívala např. s Naďou Urbánkovou, Karlem Zichem, Karlem Černochem, Romanem Horkým, Jakubem Smolíkem. Jejím manželem byl známý český hudebník Jiří Brabec. Kromě zpěvu také podnikala v oboru gastronomie v Praze, kde s přítelem provozovala cukrárnu. Žila v Holandsku. Šárka se z Holandska vrátila a žije v Praze

## Diskografie

### S Newyjou
- 1990 Newyjou, Vytoč můj telefon - Edit, LP
- 1992 Šárka & Newyjou, Country Show on Broadway - Edit, CD [4]
- 1995 Newyjou, Jubileum 20 let, 1975-1995 - Ultravox, MC

### Sólová alba
- 1997 Borůvková - Monitor-EMI, MC, CD
- 2000 Můžu chtít víc - BMG Ariola, MC, CD
- 2004 Sedmikrásná - Areca Multimedia, CD
- 2006 S tebou být... - Areca Multimedia, CD
- 2012 Nos mě na rukou

### Kompilace
- 1998 Country bez hranic - Edit, MC, CD
  - Nic moc
- 2000 Country Express Praha - Nashville - Popron, MC, CD
- 2004 Nejkrásnější country dueta 2 - Supraphon SU 5549-2 311, CD
  - 18. Klíče k zázrakům (Please Remember Me) - Karel Zich a Šárka Rezková [5]
- 2000 Hity Mirka Hoffmanna - Mirek Hoffmann - Supraphon SU 5549-2 311, CD
  - 11. Studený ráno [6]
- 2006 Šťastné a veselé - Vánoční zpívání - Česká televize, Universal Music, DVD
  - 22. Ať v příštím roce máme starostí míň - Karel Černoch a Šárka Rezková

## Knihy
- Šárka Rezková a Jana Doležalová: Kus mého života s Jiřím Brabcem, vydalo nakladatelství XYZ, Praha v roce 2006, ISBN 80-87021-28-2,